# Olfa
Olfa es una empresa de Japón, que inventó el cúter y aún hoy lo fabrica.
El nombre olfa deriva de la concatenación de dos palabras japonesas: oru (折る, ‘pliegue’) y ha (刃, ‘cuchilla’).
Fundada en 1956 por Y. Okada, Olfa ha realizado innovaciones revolucionarias en el diseño de navajas. Algunos de sus productos incluyen cúteres giratorios, cuchillos plegables y navajas de punto. La compañía es reconocida como un líder en el desarrollo y producción de robustas navajas multiusos.